# Martin Valjent
Martin Valjent (Dubnica nad Váhom, Eslovaquia, 11 de diciembre de 1995) es un futbolista eslovaco que juega de defensa y su equipo es el R. C. D. Mallorca de la Primera División de España.

## Trayectoria
El zaguero posee una gran experiencia en la categoría de plata del fútbol italiano al haber disputado 138 partidos en cuatro temporadas con el Ternana Unicusano Calcio.
En la temporada 2017-18 jugó en el Chievo Verona, que le volvió a ceder al propio Ternana Unicusano Calcio. El 4 de junio de 2018, debutó con la selección absoluta de su país, Jan Kolzac, alineó a Valjent en el partido amistoso contra Marruecos y antes, había jugado de forma regular con su selección en las categorías internacional sub-19 y sub-21.
En agosto de 2018 firmó por el R. C. D. Mallorca para reforzar al conjunto balear en su regreso a la Segunda División, incorporándose al club en calidad de cedido por el Chievo Verona de la Serie A italiana. El 26 de junio de 2019 el club mallorquín ejerció la opción de compra del jugador.